# Franz Ludwig Metzner
Franz Ludwig Metzner (ur. 26 maja 1895 w Ilmenau, zm. 6 lipca 1970 w Essen) – SS-Oberführer, doktor praw.
Wziął udział w I wojnie światowej. W 1922 roku został doktorem praw. W latach 1922–1928 był publicystą. Członek NSDAP, pracownik struktur partyjnych. W 1933 roku był posłem NSDAP do Reichstagu. W SS od 1937 roku. W latach 1940–1941 przebywał na froncie, do 1943 roku był urzędnikiem w okupacyjnym komisariacie w Dniepropietrowsku. W 1944 roku był zastępca gauleitera w Katowicach, później w sztabie administracyjnym SS-Obergruppenführera Wolffa we Włoszech.